# Кириченко Софія Макарівна
Софія Макарівна Кириченко (нар. 27 травня 1931, село Широка Долина, тепер Великобагачанського району Полтавської області — ?) — українська радянська діячка, новатор сільськогосподарського виробництва, ланкова колгоспу «Україна» Миргородського району Полтавської області. Депутат Верховної Ради УРСР 7—8-го скликань.

## Біографія
Народилася в селянській родині. Трудову діяльність розпочала у середині 1940-х років колгоспницею в селі Широка Долина Великобагачанського району Полтавської області.
З 1953 року — ланкова колгоспу «Україна» (потім — імені Іваненка) села Петрівці Миргородського району Полтавської області. Збирала високі врожаї кукурудзи, картоплі, цукрових буряків. У 1966 році ланка Софії Кириченко зібрала найвищі в Миргородському районі врожаї цукрових буряків і кукурудзи.
Обиралася депутатом Полтавської обласної ради, була членом Республіканської ради ветеранів війні і праці, брала активну участь у громадському житті села і району.
Потім — на пенсії у селі Петрівці Миргородського району Полтавської області.

## Нагороди
- орден Леніна (1975)
- два ордени Трудового Червоного Прапора (1966, 1981)
- орден «Знак Пошани»
- медалі